# Азлас
Азлас — река в России, протекает по Соликамскому району Пермского края. Устье реки находится в 20 км по правому берегу реки Боровая. Длина реки составляет 13 км.
Исток реки на холмах к западу от предгорий Северного Урала в 31 км к северу от центра Соликамска. Река течёт на юг, всё течение проходит по ненаселённому лесному массиву. Притоки — Каменка, Сигайка (правые); Сухая (левый). Впадает в Боровую выше деревни Кокорино.

## Данные водного реестра
По данным государственного водного реестра России относится к Камскому бассейновому округу, водохозяйственный участок реки — Кама от водомерного поста у села Бондюг до города Березники, речной подбассейн реки — бассейны притоков Камы до впадения Белой. Речной бассейн реки — Кама.
Код объекта в государственном водном реестре — 10010100212111100006833.